# Parti communiste de Belgique (1963)
Pour les articles homonymes, voir Parti communiste de Belgique (homonymie).
 (décembre 2017).
Si vous disposez d'ouvrages ou d'articles de référence ou si vous connaissez des sites web de qualité traitant du thème abordé ici, merci de compléter l'article en donnant les références utiles à sa vérifiabilité et en les liant à la section « Notes et références ».
Le Parti communiste de Belgique était un parti politique belge. Il s'agit d'une dissidence prochinoise du Parti communiste de Belgique, fondée en 1963 par Jacques Grippa. 

## Histoire
Le 22 décembre 1963, Jacques Grippa, avec d'autres dissidents communistes belges, fonde le Parti Communiste de Belgique. Il a 500 adhérents. Il se dote d'un hebdomadaire, la Voix du peuple, et ouvre une librairie à Bruxelles, Le Livre international. Le PCB sera le tout premier parti marxiste-léniniste pro-chinois, ou maoïste, d'Europe. Il ouvre rapidement des locaux dans toute la Belgique. En 1964, Grippa sera reçu avec les honneurs à Pékin par Mao Zedong en personne, puis par Kim Il Sung à Pyong Yang. 
Contrairement à la plupart des mouvements maoïstes, le PCB se présente aux élections. Ses campagnes électorales sont marquées par de nombreuses bagarres, le plus souvent avec des militants du PCB pro-soviétique. En 1965, le PCB arrive à s'emparer de 20 % de l'électorat communiste. Mais il va connaître 5 scissions entre 1965 et 1967, qui vont considérablement l'affaiblir. 
Contrairement à la plupart des autres scissions maoïstes qui utilisaient des nuances d'appellation, le parti belge prochinois portait le même nom que le parti d'origine.
Cette scission maoïste du PCB était la première d'un parti communiste européen après la rupture sino-soviétique. La fédération bruxelloise dirigée par Grippa, la plus importante du PCB, le quitte avec environ un tiers de ses adhérents. La dissidence maoïste belge ne parvient cependant pas à concurrencer sérieusement le parti d'origine auprès des électeurs. Le parti « grippiste » cesse cependant d'exister dès 1967, au moment de la révolution culturelle : Grippa ayant soutenu Liu Shaoqi contre Mao Zedong, la Chine lui retire son soutien, entraînant l'éclatement du mouvement belge.

## Controverse
En 1979, Grippa se serait présenté au siège du Parti Communiste belge pro-soviétique, et aurait demandé sa réintégration. Il aurait alors fourni une lettre de recommandation émanant de l'ambassade soviétique à Bruxelles. Cet événement a accrédité la thèse suivant laquelle Grippa aurait été dès le départ un agent de Moscou, infiltré tout en haut de la pyramide pro-chinoise pour mieux la saboter.